# 紀女王
紀女王（きじょおう/きのおおきみ、生没年不詳）は、奈良時代の皇族。長屋王の娘。名は紀若翁とも記される。位階は従三位。

## 生涯
『続日本紀』によれば、聖武朝の天平9年（737年）10月に、長屋王の遺児である兄弟姉妹の安宿王・黄文王・円方女王・忍海部女王とともに昇叙され、従四位下を授けられている。
淳仁朝の天平宝字5年（761年）6月に、光明皇太后国忌御斎への労により、従三位を授けられている。記録が残っているのはここまでで、その人生については不明な箇所が殆どである。

## 官歴
『続日本紀』による。
- 天平9年（737年）10月20日：従四位下
- 天平宝字5年（761年）6月26日：従三位